# Sami al-Jaber
Saomar « Sami » Abdullah al-Jaber, né le 11 décembre 1972 à Riyad, est un footballeur saoudien.

## Carrière

### Débuts
Jaber est formé au club d'Al Hilal Riyad en 1986 alors qu'il a 14 ans. Il convainc ses dirigeants au bout de deux ans et intègre l'équipe professionnelle au début de la saison 1988-1989. Lors de sa seconde saison chez les pros, il remporte le titre de meilleur buteur de la saison 1989-1990 avec seize buts ainsi qu'un titre de champion d'Arabie avec son club.

### Trophée et équipe nationale
En 1992-93, il remporte un second titre de meilleur buteur du championnat. Le 11 septembre 1992, il fait son premier match avec l'équipe nationale contre la Syrie lors de la Coupe Arabe des Nations et inscrit son premier but sous le maillot saoudien quatre jours plus tard contre le Koweït. En championnat, il continue à impressionner en remportant en 1996 la Coupe Crown Prince d'Arabie saoudite en marquant le but de la victoire alors qu'il venait de rentrer depuis deux minutes.
En 1994, il est sélectionné par Jorge Solari pour participer à la Coupe du Monde où il marquera un but contre le Maroc sur penalty. L'Arabie saoudite est sortie en huitième de finale.

### Une certaine renommée
Après une triste Coupe des Confédérations en 1995, il remporte la Coupe d'Asie des Nations en 1996, marquant deux buts dans la compétition. Il participe à sa deuxième coupe du Monde en 1998, mais là aussi le buteur saoudien ne fait mouche qu'à une seule reprise. En 2000, il remporte la Ligue des Champions de l'AFC contre le Júbilo Iwata.

#### Rapide passage en Angleterre
Sami est prêté à Wolverhampton après un essai concluant avec l'entraineur Colin Lee devenant ainsi le premier joueur saoudien à évoluer en Angleterre. Al-Jaber découvre la Football League (2nd division et 3rd division) le 16 septembre 2000 dans un match contre le Wimbledon FC où il rentrera à la 63e minute à la place de Michael Branch. Il rentre aussi en cours de match lors de la journée suivante avant d'évoluer comme titulaire le 26 septembre 2000 contre Grimsby Town. Ses prestations ne sont pas convaincantes et il reste un long moment sur le banc. Il revient dans son ancien club au début de l'année 2001.

#### Retour au pays
Al-Jaber revient donc dans son club formateur et remporte un nouveau titre de champion d'Arabie saoudite, enchaîne les bons résultats, participant à la Coupe du Monde en 2002 mais il n'arrive pas à maintenir son équipe hors de l'eau qui essuie des défaites 8-0 contre l'Allemagne, 1-0 contre le Cameroun et 3-0 contre l'Irlande. Il participe ensuite à la Coupe du Monde en 2006. Il commence pourtant bien la compétition en marquant contre la Tunisie alors qu'il venait de rentrer depuis deux minutes à la place de Yasser al-Qahtani. Mais là encore, il devra se contenter d'un seul but lors de cette compétition qui sera la dernière pour lui.

### Fin de carrière
Il termine sa carrière professionnelle sur un doublé coupe-championnat en 2008 avec Al-Hilal

### Carrière d'entraîneur
Pendant quatre années, il a été le manager d'Al-Hilal. En 2011, lors d'une session spéciale, il obtient un diplôme d'entraîneur auprès de la Fédération anglaise de football.  
Depuis juillet 2012 et ce, jusqu'en 2013, Sami Al-Jaber est l'entraîneur des attaquants de l'AJ Auxerre.
Il entraîne ensuite Al-Hilal (mai 2013-juillet 2014), Al-Wahda (février 2015-juin 2015) puis Al-Shabab Riyad (juillet 2016-septembre 2017).

## Autres activités
Sami Al-Jaber a apporté son soutien à la candidature du Qatar pour la Coupe du monde de football de 2022 qui fut attribuée à ce pays.

## Parcours
- 1988-2006 : Al Hilal Riyad -  Arabie saoudite (305 matches et 143 buts)
- 2000 : Wolverhampton Wanderers -  Angleterre (prêt)

## Palmarès

### AvecAl Hilal FC
- Vainqueur de la Supercoupe d'Asie en 1997 et en 2000
- Vainqueur de la Ligue des Champions de l'AFC en 1991 et en 2000
- Vainqueur de la Coupe d'Asie des Vainqueurs de Coupe en 1996 et en 2002
- Vainqueur de la Supercoupe Arabe en 2002
- Vainqueur de la Ligue des Champions Arabes en 1994 et en 1995
- Vainqueur de la Coupe Arabe des Vainqueurs de Coupe en 2000
- Vainqueur de la Coupe du Golfe des Clubs Champions en 1998
- Champion d'Arabie saoudite en 1990, en 1996, en 1998, en 2002, en 2005 et en 2008
- Vainqueur de la Coupe Crown Prince en 1995, en 2000, en 2003, en 2005, en 2006 et en 2008

### EnÉquipe d'Arabie saoudite
- 163 sélections et 44 buts entre 1992 et 2006
- Vainqueur de la Coupe d'Asie des Nations en 1996
- Participation à la Coupe d'Asie des Nations en 1992 (Finaliste), en 1996 (Vainqueur) et en 2000 (Finaliste)
- Participation à la Coupe du Monde en 1994 (1/8 de finaliste), en 1998 (Premier Tour), en 2002 (Premier Tour) et en 2006 (Premier Tour)
- Participation à la Coupe des Confédérations en 1992 (Finaliste), en 1995 (Premier Tour) et en 1997 (Premier Tour)

### Distinctions individuelles
- Meilleur buteur de la Saudi Premier League en 1990 (16 buts) et en 1993 (18 buts)
- Élu joueur asiatique du mois en février 1998
- Élu plus beau but asiatique du mois en avril 1998